# Life Is Strange
Life Is Strange är ett episodiskt äventyrsspel utvecklat av Dontnod Entertainment och publicerat av Square Enixs europeiska filial. Spelet som är det första i Life is Strange-serien släpptes i fem avsnitt med jämna mellanrum under 2015 för Playstation 3, Playstation 4, Windows, Xbox 360 och Xbox One. Det har även blivit portat till OS X och Linux 2016 samt iOS och Android 2017–2018. En remastrad version av spelet släpptes som en del av Life is Strange Remastered Collection i februari 2022.
Handlingen fokuserar på Max Caulfield, en 18-årig fotostudent som upptäcker att hon har förmågan att spola tillbaka tiden, vilket leder till att hon utlöser fjärilseffekten. Spelarens val och handlingar påverkar berättelsen medan den utvecklas och omformar den genom möjligheten att resa tillbaka i tiden. Att lösa uppdrag genom att hämta föremål och göra förändringar i miljön ligger till grund för att lösa pussel i spelet, tillsammans med förgreningsval i konversationer.
Utvecklingen av spelet påbörjades i april 2013. Det skapades med en episodisk struktur i åtanke, av både ekonomiska och kreativa skäl. Utvecklarna genomförde fältstudier i Pacific Northwest för att undersöka miljön och utmanade etablerade arketyper i skapandet av karaktärerna. Genom feedback från spelare kunde utvecklarna göra anpassningar i episoderna. Berättelsen och karaktärernas utveckling är centrala element i spelet.
Life is Strange fick överlag positiva recensioner där karaktärsutvecklingen, möjligheten att spola tillbaka tiden, den emotionella djupgången och behandlingen av tabubelagda ämnen hyllades. Kritiken inkluderade användningen av slang, dålig synkronisering av munrörelser samt tonmässiga avvikelser i berättelsen. Spelet hade i maj 2017 sålts till 3 miljoner unika spelare. En föregångare, Life Is Strange: Before the Storm, släpptes i augusti 2017, och en uppföljare, Life is Strange 2, släpptes i september 2018. En ytterligare del i serien, Life is Strange: True Colors, släpptes i september 2021.

## Spelupplägg
Life is Strange är ett äventyrsspel i tredjepersonsvy. Spelaren tar kontroll över Max Caulfield, vars förmåga att spola tillbaka tiden gör att spelaren kan göra om nästan alla handlingar som har utförts. Spelaren kan undersöka och interagera med objekt, vilket möjliggör att lösa pussel genom att hämta föremål och göra förändringar i miljön. Föremål som samlas innan tidshoppet behålls av spelaren.
Spelaren kan utforska olika platser i den fiktiva miljön Arcadia Bay och kommunicera med icke-spelbara karaktärer. Olika valmöjligheter erbjuds under konversationerna och dialogutbyten kan spolas tillbaka. När en händelse har återställts kan kunskap om konsekvenserna av olika val användas för att undvika upprepning av samma misstag. Vissa val i dialogen påverkar och förändrar berättelsen genom kort- eller långsiktiga konsekvenser. Val som är fördelaktiga på kort sikt kan senare orsaka svårigheter.

## Handling
I oktober 2013 återvänder 18-åriga Maxine "Max" Caulfield (Hannah Telle) till Arcadia Bay, Oregon för att börja på privatskolan Blackwell Academy. Under en fotolektion med läraren Mark Jefferson (Derek Phillips) upplever Max en skrämmande syn av en tornado som förstör en fyr och närmar sig staden. Efter att ha gått till toaletten för att återhämta sig, bevittnar hon klasskamraten Nathan Prescott (Nik Shriner) skjuta ihjäl en ung kvinna i vredesmod. I ögonblicket utvecklar hon förmågan att spola tillbaka tiden och räddar kvinnan, som visar sig vara hennes barndomsvän Chloe Price (Ashly Burch). De två återförenas och besöker fyren, där Max avslöjar sina krafter för Chloe. Underliga väderfenomen och andra avvikelser börjar uppstå runt om i Arcadia Bay.
Nästa dag avbryts Max klass när klasskamraten Kate Marsh (Dayeanne Hutton) försöker begå självmord genom att hoppa från taket på flickornas sovsal. Detta efter att ha mobbats på grund av en viral video där hon kysser flera elever på en fest. Max lyckas spola tillbaka tiden och når taket i tid, vilket ger henne möjlighet att prata ner Kate. Till slut bestämmer hon sig för att avslöja sanningen om vad som hände med Kate och Chloes försvunna vän Rachel Amber. Max och Chloe bryter sig in på rektorns kontor den natten och hittar flera ledtrådar som pekar på Nathan. Nästa morgon smyger de in i knarklangaren Frank Bowers (Daniel Bonjour) husbil och får reda på att Rachel hade ett förhållande med Frank som hon höll hemligt för Chloe. Senare undersöker Max ett barndomsfoto av henne och Chloe, varvid hon plötsligt transporteras till dagen då bilden togs. Hon förhindrar oavsiktligt att Chloes pappa William (Joe Ochman) dör i en bilolycka, vilket skapar en alternativ verklighet där William är vid liv, men Chloe har blivit förlamad från nacken och nedåt på grund av att hon istället varit med om en bilolycka. Förtvivlad använder Max fotografiet för att ångra sina handlingar och återgå till nutiden.
Max och Chloe fortsätter sina undersökningar och upptäcker en bunker under en övergiven lada som ägs av Prescott-familjen, där de hittar bilder på Kate och Rachel fastbundna och drogade. På en skrotplats upptäcker de Rachels kvarlevor, vilket får Chloe att bli förtvivlad. De två beger sig till en skolfest för att konfrontera Nathan, men på väg dit får de ett sms från honom där han hotar att förstöra bevisen. De skyndar tillbaka till skrotplatsen men blir överfallna av Jefferson, som söver ner Max och dödar Chloe genom att skjuta henne i huvudet. Max vaknar upp i bunkern, där Jefferson har drogat och fotograferat unga flickor för att fånga deras oskuld. Jefferson avslöjar att han tog Nathan under sina vingar men dödade honom innan han kidnappade Max, och att Nathan gav Rachel en överdos när han försökte efterlikna Jeffersons arbete. Jefferson planerar att mörda Max efter att han fått de bilder han vill ha. Max flyr in i ett fotografi och dyker upp i början av Jeffersons lektion. Hon larmar David Madsen (Don McManus), Chloes styvfar och säkerhetschef på Blackwell, och räddar sig själv och Chloe, vilket leder till att Jefferson och Nathan blir arresterade.
Max får möjlighet att resa till San Francisco och för att ställa ut en av sina bilder på ett konstgalleri. Hon ringer Chloe från evenemanget och inser att stormen, trots alla hennes ansträngningar, har nått Arcadia Bay. Max reser tillbaka i tiden till det ögonblick då hon tog fotot till galleriet, vilket så småningom leder till att hon hamnar i alternativa verkligheter som förvandlas till en drömliknande tillvaro. Hon återförenas med Chloe vid fyren, där de konfronteras med möjligheten att Max skapat stormen genom att rädda Chloe från att bli skjuten av Nathan tidigare samma vecka. Max ställs inför ett val: att spola tillbaka tiden och offra Chloes liv för att rädda Arcadia Bay, eller att stanna kvar i den aktuella tidslinjen och skona Chloe men offra Arcadia Bay. Om Max väljer det första alternativet låter hon med tårar i ögonen Chloe bli skjuten, varefter Nathan och Jefferson blir arresterade. Stormen kommer aldrig och Chloes död sörjs. Om Max väljer det senare drar stormen in över Arcadia Bay och staden förstörs. Paret lämnar sedan den nu förstörda staden.

## Utveckling
Utvecklingen av Life is Strange startade i april 2013 med ett team på 15 personer, och fler personer anslöt sig när samarbetet med Square Enix inleddes. Episoderna var från början planerade att släppas med ungefär 6 veckors mellanrum. Jean-Maxime Moris, en av Dontnods medgrundare, var ursprungligen spelets creative director. Dontnod informerade Square Enix London om Life is Strange först efter att de hade avböjt ett förslag om en större spelproduktion. Innan företaget ingick avtal med Square Enix, hade Life is Strange konceptualiserats som ett fullängdsvideospel som Dontnod själva skulle publicera. Men Square Enix insåg att det skulle vara mer framgångsrikt som ett episodiskt spel. Spelet hade ursprungligen kodnamnet "What If", men namnet användes inte på grund av en film med samma titel.
En utvecklarjournal som publicerades före lanseringen påpekade att majoriteten av potentiella utgivare inte var villiga att publicera ett spel om det inte hade en manlig huvudkaraktär. De nämnde att samma invändning hade framförts av de flesta utgivare angående Dontnods första projekt Remember Me som också hade en kvinnlig huvudkaraktär. Till en början utmanade Dontnods VD Oskar Guilbert också denna idé. Utvecklarna framhöll att Square Enix var den enda utgivaren som inte hade för avsikt att ändra på detta.
Life is Strange föddes ur idén om att spola tillbaka tiden, en mekanik som utvecklarna redan hade experimenterat med i sitt tidigare spel Remember Me. Huvudkaraktären Max skapades med förmågan att spola tillbaka tiden för att komplettera denna mekanism. Beslutet att använda sig av ett episodiskt format fattades av studion av kreativa skäl, ekonomiska begränsningar och marknadsföringsändamål, vilket gav dem möjlighet att berätta historien i den långsamma takt de föredrog. Pacific Northwest valdes som miljön för att förmedla en nostalgisk och höstlik känsla. Utvecklingsteamet besökte regionen, tog fotografier, studerade lokala tidningar och använde Google Street View för att säkerställa att miljön återgavs korrekt. Det beslutades tidigt att en stor del av budgeten skulle användas till manusförfattare och röstskådespelare. Den ursprungliga historien skrevs på franska av Jean-Luc Cano och omarbetades sedan till ett spelmanus av medregissörerna och designteamet. Det vidarebefordrades sedan till Christian Divine och Cano för finjustering på engelska. Berättelsen och karaktärsutvecklingen prioriterades över peka-och-klicka-pussel, vilket gjorde att val och deras konsekvenser integrerades i hur historien utvecklas. Hannah Telle provspelade för rollen som Max Caulfield i juli 2014 och erbjöds sedan rollen. Ashly Burch provspelade för både Max och hennes roll som Chloe Price. Inspelningarna ägde rum i Los Angeles, Kalifornien, med den franska utvecklaren som anslöt via Skype.
Spelet har jämförts med Remember Me som tar upp liknande teman som minne och identitet, även om det finns betydande skillnader mellan dem. Life is Strange beskrivs som en analog betraktelse av mänsklig identitet, i kontrast till Remember Me som representerar den digitala synen på samma tema. Spelet använder en uppgraderad version av Unreal Engine 3 och utnyttjar verktyg och specialeffekter som ljussättning och skärpedjup som tidigare utvecklats för Remember Me, samt efterföljande framsteg. Visuella effekter som efterbehandling, dubbelexponering och överlappande skärmutrymmespartiklar används som ett konstnärligt tillvägagångssätt för att förmedla huvudkaraktärens tidsåtervändande. Texturerna i spelet är helt handmålade och skapade för att uppnå vad art director Michel Koch kallar "impressionistisk rendering". Elementen justerades baserat på spelarnas feedback och inspirerades av spel som The Walking Dead, Gone Home och Heavy Rain. Ytterligare inspirationskällor när det gäller att balansera spel och berättelse inkluderar den visuella romanen Danganronpa samt romanen Räddaren i nöden, vars huvudpersonen Holden Caulfield delar efternamn med spelets huvudkaraktär Max. Karaktärerna skapades med hjälp av kända arketyper, först för att etablera en ingångspunkt för spelaren och sedan för att utmana dem. För att förstärka realismen designades de övernaturliga elementen som en metafor för karaktärernas inre konflikter, och experter konsulterades för att hantera ämnet tonårssjälvmord. Partituret komponerades av Jonathan Morali från bandet Syd Matters. Inspirerat av modern indiefolkmusik var soundtracket tänkt att förmedla stämningen i spelet. Musikvalet inkluderar en blandning av licensierade spår och komponerade stycken. Artister som medverkar på spelets soundtrack inkluderar José González, Mogwai, Breton, Amanda Palmer, Brian Viglione, Bright Eyes, Message to Bears, Local Natives, Syd Matters, Sparklehorse, Angus & Julia Stone, alt-J, Mud Flow och Foals.

## Lansering
Square Enix tillkännagav Life is Strange på Gamescom den 11 augusti 2014. Episoderna släpptes digitalt på PC via Steam, Playstation 3 och Playstation 4 via Playstation Network, samt Xbox 360 och Xbox One via Xbox Live mellan den 30 januari 2015 och den 20 oktober 2015. Det fanns två alternativ till säsongspass tillgängliga till reducerade priser: en med episod 1-5 och en med episod 2-5. En demo som visade de första 20 minuterna av spelet släpptes samtidigt som avsnitt 1 till konsoler och senare även till PC. I november 2014 nämnde utgivaren att de var intresserade av att släppa fysiska kopior av spelet, men att de vid den tidpunkten var "100 procent fokuserade på den digitala lanseringen". Ett år senare släpptes detaljhandelsutgåvan för PC, PS4 och Xbox One i Nordamerika den 19 januari 2016 och i Europa den 22 januari 2016. Samlarutgåvan innehöll en konstbok, soundtracket och en regissörskommentar. Regissörskommentaren släpptes även som en gratis DLC. En japansk dubbning av spelet släpptes för Microsoft Windows, PlayStation 3 och PlayStation 4 den 3 mars 2016. Feral Interactive portade Life is Strange till OS X, som släpptes den 16 juni 2016, och till Linux, som släpptes den 21 juli 2016. Samma dag gjordes det första avsnittet gratis tillgängligt på obestämd tid för Linux, Windows, OS X, PS3, PS4, Xbox 360 och Xbox One. Life is Strange inkluderades i juni 2017 på PlayStation Plus för USA och PAL-regionerna. Spelet släpptes för iOS mellan den 14 december 2017 och den 29 mars 2018, och lanserades på Android den 18 juli 2018. Båda portades av Black Wing Foundation.

## Mottagande

### Recensioner
Life is Strange mottog "allmänt positiva recensioner" enligt Metacritic. Även om vissa recensenter kritiserade spelets läppsynkronisering och användning av föråldrad slang, hyllades karaktärsutvecklingen och tidsreseaspekten. Några recensenter önskade att det skulle utvecklas fler liknande spel. Eurogamer beskrev det som "ett av de bästa interaktiva berättelsespelen i denna generation" och Hardcore Gamer kallade det för en dold succé från 2015. Legendary Entertainment nämnde att spelet hade fått över 75 utmärkelser och nomineringar för Årets spel. I april 2017 rankade Xbox One UK det först på sin lista över Xbox One-spel under £20. Spelregissören Yoko Taro inkluderade det bland sina favoritspel till PlayStation 4.

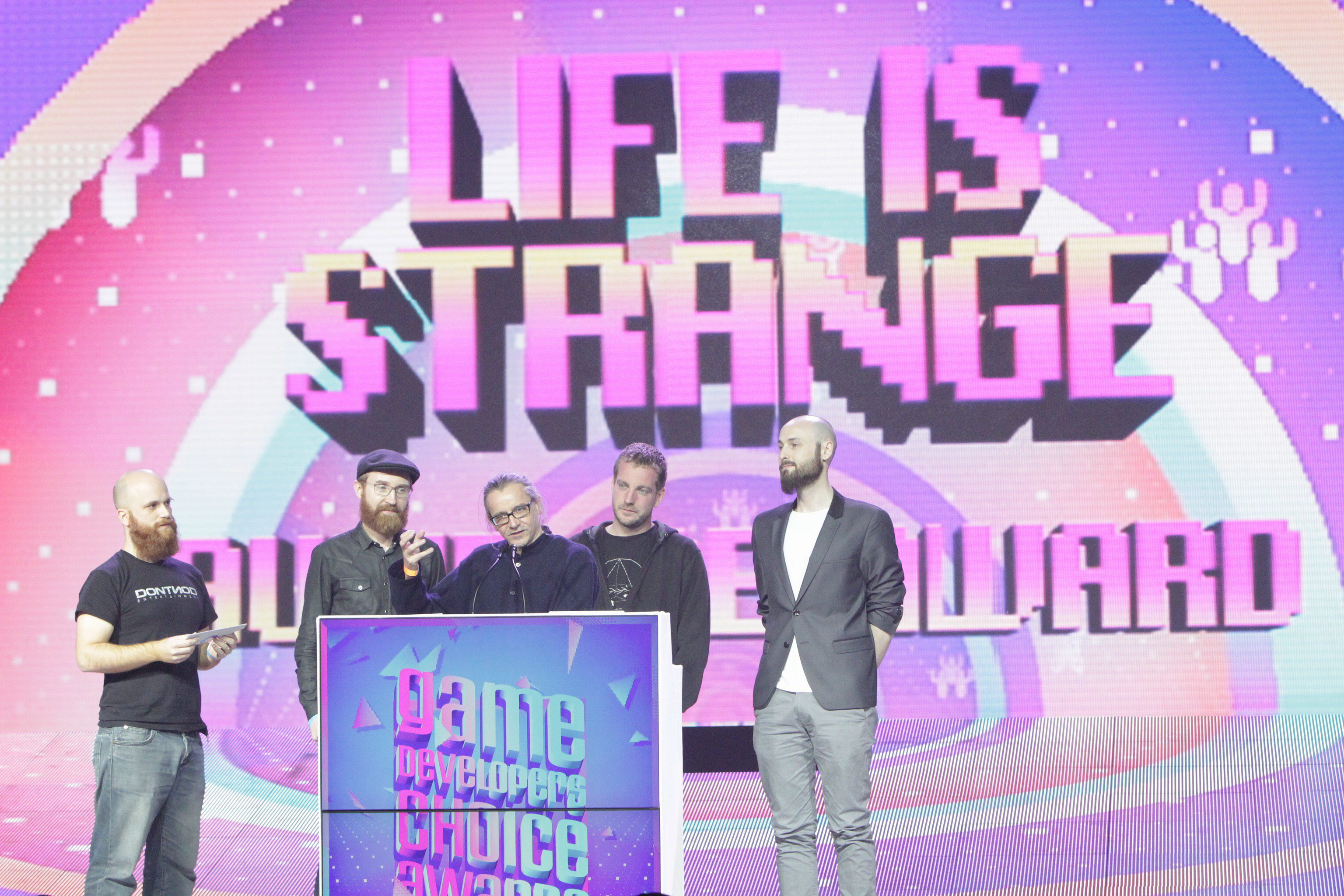
Utvecklarna tar emot publikpriset vid 2016 GDC Awards.

Kevin VanOrd från GameSpot sa att episod 1: Chrysalis är "en engagerande och realistisk skildring som fungerar eftersom den fångar ett specifikt sinnesstämning i början av college", medan Kimberley Wallace från Game Informer sa att spelets tackling av "ämnen som vanligtvis är tabubelagda inom videospel" var imponerande. Brett Makedonski från Destructoid sa att episoden främst utmärktes av utforskning – både på ett personligt och ett världsligt plan. Mitch Dyer från IGN sa att historien i slutändan begränsades av dess "löjeväckande" manus och "svagare prestationer". Som respons på episod 2: Out of Time sa Megan Farokhmanesh från Polygon också att betoningen på självutforskning hade en stor inverkan på spelets njutning. Andra kritiker sa att slutet var en "känslomässig höjdpunkt" och att det gav mening åt valen från både första och andra episoden. Mike Williams från USgamer sa att tempot i episod 2: Out of Time var "långsammare och mindre spännande" jämfört med det i första avsnittet. Eric Swain från PopMatters beskrev avsnittet som överlag uppriktigt, men att det fanns ögonblick som utmanade trovärdigheten.
Adnan Riaz från Hardcore Gamer sa att episod 3: Chaos Theory var en dramatisk förbättring och presenterade en "spännande, gripande, fascinerande och ... lockande" berättelse. Han menade också att resultaten av tidigare val gav också en känsla av realism. Peter Paras från Game Revolution berömde karaktärsutvecklingen, särskilt hos Chloe Price, och sa att hon verkligen kom till sin rätt som en fullt utvecklad karaktär. Alexa Ray Corriea från GameSpot påpekade att "fetch quests" störde den emotionella kvaliteten, men avsnittet byggde upp till en "killer cliffhanger" enligt Farokhmanesh från Polygon. Matt Liebl från GameZone sa att episod 4: Dark Room "utan tvekan [var] det mest emotionella avsnittet" och att mysteriet med Rachel Amber hade gjort ett "fantastiskt jobb med att hålla oss fast". Tom Hoggins från The Daily Telegraph ansåg att utvecklarnas satsning på att behandla ämnen som social splittring, nätmobbning, konflikter mellan föräldrar och självmord var "modigt". Kritiker påpekade att det fanns tonala problem på grund av spelets "billiga sätt" att utveckla handlingen, såsom karaktärsinkonsekvens och överdriven användning av chockvärde. Recensenterna var överlag mer positiva till pusslen och relationerna i episoderna. De sa att den sista episoden, Polarized, gav en "passande avslutning" på Max Caulfields coming-of-age-berättelse och att förhållandet mellan de två huvudkaraktärerna skildrades på ett framgångsrikt sätt. Stealth-sekvensen beskrevs som "tråkig" och "malplacerad", medan andra aspekter av händelseförloppet fick positiv feedback. Recensenterna var delade när det gällde slutet.

### Försäljning
Den första episoden placerade sig på femte plats bland de mest sålda spelen på PlayStation 3 och PlayStation 4 i februari 2015. Life is Strange hade i juli 2015 sålts i en miljon exemplar och samlade över 1,2 miljoner unika spelare över hela världen. Attach rate, det vill säga förhållandet mellan hela säsongen och säsongskort, visade sig vara "extremt starkt", enligt Square Enix. Den fysiska utgåvan rankades som det sjunde mest sålda spelet på den brittiska försäljningstopplistan för veckan som slutade den 23 januari 2016. Life is Strange hörde till de 100 mest sålda spelen på Steam under 2016. I maj 2017 hade spelet sålts till 3 miljoner unika spelare.

### Utmärkelser
| Datum | Utmärkelse                                     | Kategori                                          | Mottagare                         | Resultat     | Ref.            |
| ----- | ---------------------------------------------- | ------------------------------------------------- | --------------------------------- | ------------ | --------------- |
| 2015  | Develop Industry Excellence Awards             | New Games IP – PC/console                         | Life Is Strange                   | Vann         | [ 134 ]         |
| 2015  | Develop Industry Excellence Awards             | Use of Narrative                                  | Life Is Strange                   | Vann         | [ 134 ]         |
| 2015  | Golden Joystick Awards                         | Best Original Game                                | Life Is Strange                   | Andra plats  | [ 135 ]         |
| 2015  | Golden Joystick Awards                         | Best Storytelling                                 | Life Is Strange                   | Andra plats  | [ 135 ]         |
| 2015  | Golden Joystick Awards                         | Best Audio                                        | Life Is Strange                   | Andra plats  | [ 135 ]         |
| 2015  | Golden Joystick Awards                         | Best Gaming Moment                                | Saving Kate (Rädda Kate)          | Tredje plats | [ 135 ]         |
| 2015  | Golden Joystick Awards                         | Performance of the Year                           | Aschly Burch som Chloe            | Vann         | [ 135 ]         |
| 2015  | Golden Joystick Awards                         | Game of the Year                                  | Life Is Strange                   | Tredje plats | [ 135 ]         |
| 2015  | Global Game Awards                             | Best Adventure                                    | Life Is Strange - Episod 1        | Vann         | [ 136 ] [ 137 ] |
| 2015  | Global Game Awards                             | Best Story                                        | Life Is Strange - Episod 1        | Andra plats  | [ 136 ] [ 137 ] |
| 2015  | Global Game Awards                             | Best Original Game                                | Life Is Strange - Episod 1        | Vann         | [ 136 ] [ 137 ] |
| 2015  | Global Game Awards                             | Game of the Year                                  | Life Is Strange - Episod 1        | Andra plats  | [ 136 ] [ 137 ] |
| 2015  | The Game Awards                                | Best Narrative                                    | Life Is Strange                   | Nominerad    | [ 138 ]         |
| 2015  | The Game Awards                                | Best Performance                                  | Aschly Burch som Chloe            | Nominerad    | [ 138 ]         |
| 2015  | The Game Awards                                | Games for Impact                                  | Life Is Strange                   | Vann         | [ 138 ]         |
| 2016  | PlayStation Blog's Best of 2015                | Best PS4 Game                                     | Life Is Strange                   | Nominerad    | [ 139 ] [ 140 ] |
| 2016  | PlayStation Blog's Best of 2015                | Best Story                                        | Life Is Strange                   | Runner-Up    | [ 139 ] [ 140 ] |
| 2016  | PlayStation Blog's Best of 2015                | Best Soundtrack                                   | Life Is Strange                   | Runner-Up    | [ 139 ] [ 140 ] |
| 2016  | PlayStation Blog's Best of 2015                | Best Digital-Only Release                         | Life Is Strange                   | Runner-Up    | [ 139 ] [ 140 ] |
| 2016  | D.I.C.E. Awards                                | Outstanding Achievement in Game Direction         | Life Is Strange                   | Nominerad    | [ 141 ] [ 142 ] |
| 2016  | D.I.C.E. Awards                                | Adventure Game of the Year                        | Life Is Strange                   | Nominerad    | [ 141 ] [ 142 ] |
| 2016  | D.I.C.E. Awards                                | Outstanding Achievement in Character              | Max Caulfield                     | Nominerad    | [ 141 ] [ 142 ] |
| 2016  | Game Developers Choice Awards                  | Audience Award                                    | Life Is Strange                   | Vann         | [ 143 ]         |
| 2016  | SXSW Gaming Awards                             | Excellence in Narrative                           | Life Is Strange                   | Nominerad    | [ 144 ]         |
| 2016  | SXSW Gaming Awards                             | Most Promising New Intellectual Property          | Life Is Strange                   | Nominerad    | [ 144 ]         |
| 2016  | SXSW Gaming Awards                             | Matthew Crump Cultural Innovation Award           | Life Is Strange                   | Nominerad    | [ 144 ]         |
| 2016  | National Academy of Video Game Trade Reviewers | Art Direction, Contemporary                       | Life Is Strange                   | Nominerad    | [ 145 ]         |
| 2016  | National Academy of Video Game Trade Reviewers | Character Design                                  | Life Is Strange                   | Vann         | [ 145 ]         |
| 2016  | National Academy of Video Game Trade Reviewers | Direction in a Game Cinema                        | Life Is Strange                   | Nominerad    | [ 145 ]         |
| 2016  | National Academy of Video Game Trade Reviewers | Game Design, New IP                               | Life Is Strange                   | Nominerad    | [ 145 ]         |
| 2016  | National Academy of Video Game Trade Reviewers | Original Light Mix Score, New IP                  | Life Is Strange                   | Vann         | [ 145 ]         |
| 2016  | National Academy of Video Game Trade Reviewers | Song, Original or Adapted                         | Life Is Strange - "To All of You" | Vann         | [ 145 ]         |
| 2016  | National Academy of Video Game Trade Reviewers | Song Collection                                   | Life Is Strange                   | Nominerad    | [ 145 ]         |
| 2016  | National Academy of Video Game Trade Reviewers | Writing in a Drama                                | Life Is Strange                   | Nominerad    | [ 145 ]         |
| 2016  | National Academy of Video Game Trade Reviewers | Game, Original Adventure                          | Life Is Strange                   | Nominerad    | [ 145 ]         |
| 2016  | British Academy Games Awards                   | Best Game                                         | Life Is Strange                   | Nominerad    | [ 146 ]         |
| 2016  | British Academy Games Awards                   | Game Innovation                                   | Life Is Strange                   | Nominerad    | [ 146 ]         |
| 2016  | British Academy Games Awards                   | Original Property                                 | Life Is Strange                   | Nominerad    | [ 146 ]         |
| 2016  | British Academy Games Awards                   | Performer                                         | Aschly Burch                      | Nominerad    | [ 146 ]         |
| 2016  | British Academy Games Awards                   | Story                                             | Life Is Strange                   | Vann         | [ 146 ]         |
| 2016  | Peabody-Facebook Futures of Media Awards       | Excellence and Innovation in Digital Storytelling | Life Is Strange                   | Vann         | [ 147 ]         |
| 2016  | The Games for Change Awards                    | Game of the Year                                  | Life Is Strange                   | Vann         | [ 148 ] [ 149 ] |
| 2016  | The Games for Change Awards                    | Most Significant Impact                           | Life Is Strange                   | Vann         | [ 148 ] [ 149 ] |
| 2016  | The Games for Change Awards                    | Best Gameplay                                     | Life Is Strange                   | Nominerad    | [ 148 ] [ 149 ] |
| 2016  | The Games for Change Awards                    | Most Innovative                                   | Life Is Strange                   | Nominerad    | [ 148 ] [ 149 ] |
| 2016  | Japan Game Awards                              | Game Designers Award                              | Life Is Strange                   | Vann         | [ 150 ]         |
| 2016  | Apple's Best of 2016                           | Game of the Year                                  | Life Is Strange                   | Vann         | [ 151 ]         |
| 2016  | Steam Awards                                   | "I'm Not Crying, There's Something In My Eye"     | Life Is Strange                   | Nominerad    | [ 152 ] [ 153 ] |

## Arv och inverkan
Efter att Life is Strange uppnådde ekonomisk och kommersiell framgång började Dontnod Entertainment bli mer framträdande i spelbranschen. Istället för att aktivt behöva söka utgivare blev de nu själva uppsökta av potentiella utgivare. VD:n Oskar Guilbert sa att spelet räddat företaget ekonomiskt efter den mediokra försäljningen av Remember Me. Washington Post noterade i sin recension att spelet klarade Steven Spielberg-testet för videospel som en konstform. Fansen spekulerade och teoretiserade om handlingen samt försökte förutsäga möjliga slut.
Under 2016 sponsrade Square Enix sin egen fototävling "Everyday Heroes", inspirerad av spelet, och erbjöd ett stipendium på 10,000 dollar till vinnaren. Square Enix samarbetade också med Parent Advocacy Coalition for Educational Rights (PACER) för att stödja ett initiativ mot mobbning baserat på spelets teman och donerade totalt 25,000 dollar.
I juli 2016 meddelade Legendary Digital Studios och Square Enix att de skulle bearbeta Life is Strange till en digital serie. Vid tillkännagivandet pågick möten med potentiella författare för att utforma seriens anpassning som skulle utspela sig i Arcadia Bay. 2017 sålde dj2 Entertainment rättigheterna till serien till streamingtjänsten Hulu.
Life Is Strange: Before the Storm, en föregångare utvecklad av Deck Nine, lanserades den 31 augusti 2017. En gratis spinoff med namnet The Awesome Adventures of Captain Spirit tillkännagavs och släpptes i juni 2018. Life is Strange 2 släpptes den 27 september 2018 med en ny plats och nya karaktärer. Det senaste spelet i serien, Life Is Strange: True Colors, har också en ny huvudkaraktär och berättelse och släpptes den 10 september 2021.
En serietidningsserie med samma namn, som utspelar sig efter "Offra Arcadia Bay"-slutet på spelet, släpptes av Titan Comics i början av november 2018. Serien är skriven av Emma Vieceli och har interiör- och omslagskonst av Claudia Leonardi samt färgläggning av Andrea Izzo. Square Enix samarbetade också med Titan Comics för att producera Life Is Strange: Welcome to Blackwell Academy, en sammankopplad bok om Blackwell Academy och staden Arcadia Bay, skriven av Matt Forbeck.
Remastrade versioner av Life Is Strange och Before the Storm släpptes den 1 februari 2022 som en del av Life Is Strange Remastered Collection på PlayStation 4, Xbox One, Microsoft Windows, Google Stadia och senare även på Nintendo Switch. Remastern innehåller tidigare släppt innehåll med uppdaterade bilder och pussel, förbättrad karaktärsanimering, motor- och ljusuppgraderingar samt full ansiktsrörelsefångst.